# 无柄西风芹
无柄西风芹（学名：Seseli sessiliflorum）是伞形科西风芹属的植物。分布于俄罗斯以及中国大陆的新疆等地，一般生于干燥山坡、砾石砂地和路边，目前尚未由人工引种栽培。